# Stopnie instruktorskie (harcerstwo)
Stopnie instruktorskie – stopnie posiadane przez instruktorów harcerskich.
Stopnie instruktorskie wyznaczają drogę rozwoju instruktorskiego. Odzwierciedlają  wiedzę,  dojrzałość  społeczną,  umiejętności  wychowawcze  i  doświadczenie instruktora zgodne z ideą stopnia. Zdobycie stopnia nie wymaga pełnienia funkcji na określonym poziomie struktury organizacji.
Osoby posiadające stopień instruktorski posiadają również uprawnienia wychowawcze wewnątrzorganizacyjne. Dzięki temu osoby te mogą być opiekunami na wszelkich wyjazdach bez konieczności realizowania dodatkowych kursów.

## Współczesne stopnie instruktorskie
Obecnie obowiązujące w Związku Harcerstwa Polskiego i Związku Harcerstwa Rzeczypospolitej stopnie instruktorskie mają nazwy:
- przewodniczka / przewodnik (pwd.)
- podharcmistrzyni / podharcmistrz (phm.)
- harcmistrzyni / harcmistrz (hm.).

Osoby posiadające te stopnie noszą następujące dystynkcje na mundurze harcerskim
| Stopień                          | przewodnik przewodniczka | podharcmistrz podharcmistrzyni | harcmistrz harcmistrzyni |
| -------------------------------- | ------------------------ | ------------------------------ | ------------------------ |
| podkładka pod krzyżem harcerskim |                          |                                |                          |
| lilijka na lewym ramieniu        |                          |                                |                          |

## Inne znane stopnie instruktorskie w polskich organizacjach harcerskich
- W NKIH Leśna Szkółka istnieje stopień organizatora oznaczany białą podkładką i lilijką na lewym rękawie.
- W ZHP poza granicami Kraju istnieje stopień instruktorski Działacz harcerski (dzh)[2]. Oznaczany jest brązową podkładką pod krzyżem harcerskim i brązową lilijką na lewym ramieniu.

### Historyczne stopnie instruktorskie
Poza obecnymi stopniami, w pewnych okresach historycznych, system stopni był rozszerzony o następujące stopnie:
- harcmistrz Rzeczypospolitej (hm. RP) – nadawany honorowo przed II wojną światową (stopień nadano tylko 12 instruktorom);
- organizator – w okresie PRL 1969–1982, jako pierwszy stopień, oznaczany białą podkładką pod Krzyżem Harcerskim[3];
- harcmistrz Polski Ludowej (hm. PL) – nadawany w latach PRL jako stopień honorowy, oznaczany biało-czerwoną podkładką pod Krzyżem Harcerskim.

#### Kontrowersje wokół stopnia harcmistrza Rzeczypospolitej
Stopień harcmistrza Rzeczypospolitej, w 1927 r. nadano 12 harcmistrzyniom i harcmistrzom najbardziej zasłużonym w tworzeniu polskiego harcerstwa (skautingu). Postanowiono również nigdy więcej tego stopnia nie nadawać.
Współcześnie żadna z organizacji harcerskich formalnie nie posiada podstaw prawnych do nadawania tego stopnia.
Dwa fakty – uznanie w 1986 r. hm. Stanisława Broniewskiego „Orszy” hm. RP przez Ruch Harcerski podczas pielgrzymki harcerskiej na Jasną Górę w roku 75-lecia Harcerstwa Polskiego oraz pośmiertne nadanie tej godności w 2004 roku druhowi hm. Tomaszowi Strzemboszowi przez Władze Naczelne ZHR, można jedynie rozpatrywać w kategoriach symbolicznych.